# Uliaga Island
Die Insel Uliaga liegt in den zentralen Aleuten, nördlich der Insel Kagamil Island. Die Vulkaninsel ist die nördlichste der Islands of Four Mountains. Über die geologischen Aktivitäten des 888 m hohen Schildvulkans auf der Insel ist wenig bekannt, da er bisher nicht erforscht wurde.